# Konrad von Wallenrode

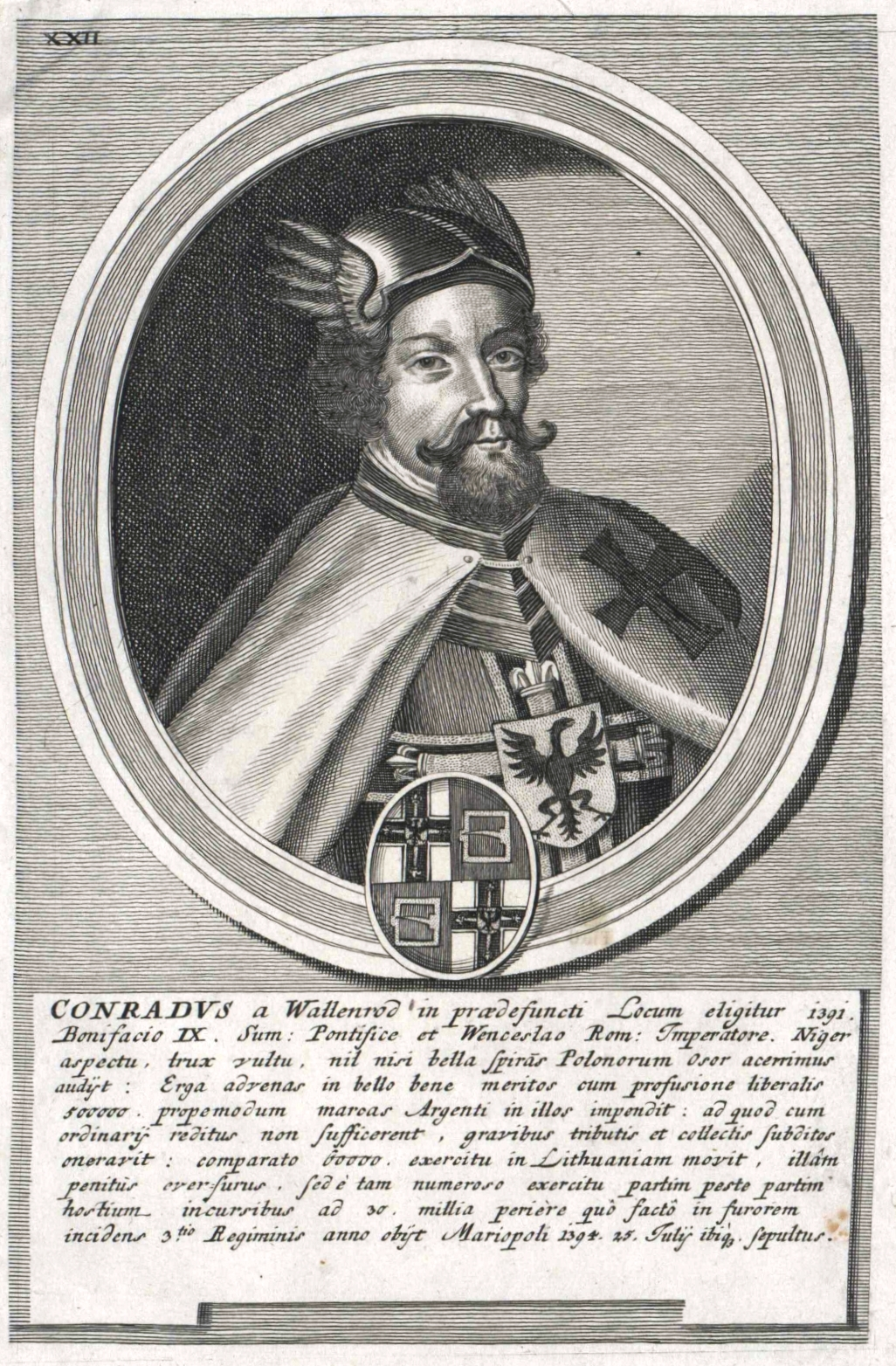
Konrad von Wallenrode

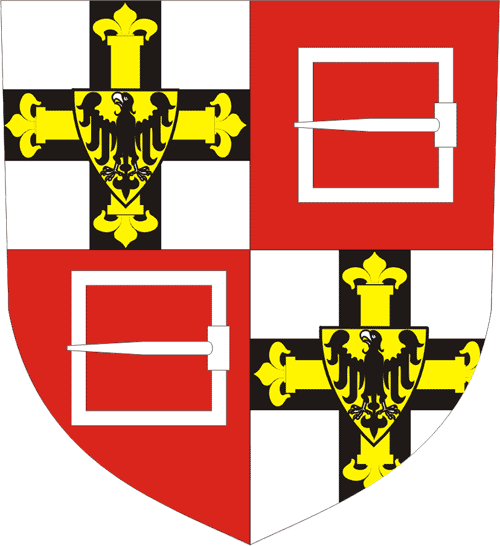
Hochmeisterwappen Konrads von Wallenrode

Konrad von Wallenrode (auch Konrad von Wallenrod, Konrad von Wallenrodt; * zwischen 1330 und 1340; † 23. Juli 1393 in Marienburg) war vom 12. März 1391 bis zu seinem Tod der 24. Hochmeister des Deutschen Ordens. Er stammte aus dem fränkischen Rittergeschlecht derer von Wallenrode.

## Frühe Jahre und Aufstieg
Konrad von Wallenrode war 1368 Pfleger von Preußisch Eylau. Hochmeister Winrich von Kniprode bezeichnete ihn 1377 als Komtur von Schlochau (Westpreußen). Seine eigentliche Karriere begann jedoch erst, als Konrad Zöllner von Rotenstein 1382 Hochmeister wurde.
Nach dem Tod von Kuno von Hattenstein wurde Konrad Ordensmarschall und Komtur von Königsberg. Er wurde vor allem mit der Aufgabe betraut, die Organisation der Feldzüge gegen das Großherzogtum Litauen zu übernehmen. 1387 wurde er Komtur von Marienburg und Großkomtur des Deutschen Ordens. Zöllner starb 1390 und es schien nur eine Frage der Zeit, bis Konrad zum Hochmeister gewählt würde. Allerdings stieß er dabei auf großen Widerstand von Walrabe von Scharffenberg, dem Komtur von Danzig. Erst am 20. August 1391 wurde Wallenrode dann Hochmeister mit Unterstützung von zwei Wahlmännern, dem obersten Spittler und Komtur von Elbing, Siegfried Walpot von Bassenheim, und Rüdiger von Elner, dem Komtur von Tuchel und ehemaligen Großkomtur.

## Die Zeit als Hochmeister

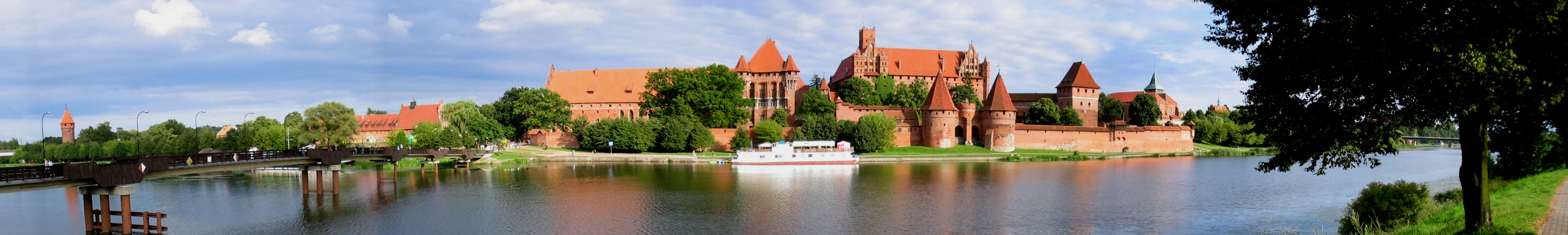
Panoramaansicht der Marienburg

Konrads zweijährige Amtszeit, die am 12. März 1391 begann, war ausgefüllt mit Feldzügen gegen die Litauer. Lohmeyer bezeichnet Konrad als „tapferen und kriegslustigen Ritter“, seine Gegner sollen ihm den Beinamen „der Abtrünnige“ gegeben haben. Den Kriegszügen gegen Litauen blieb ein nachhaltiger Erfolg jedoch verwehrt. Zudem näherten sich Litauen unter Fürst Vytautas und Polen unter König Władysław II. Jagiełło einander an (siehe auch Polnisch-Litauischen Union), die bündnispolitisch zum Teil auch mit der Unterstützung der piastischen Herzöge von Masowien und den Herzögen von Pommern rechnen konnten.
Konrad begann 1392 einen Feldzug gegen Litauen und teilte seine Armee in drei Divisionen: die erste unter Befehl von Arnold von Burgeln, Komtur von Balga, mit Richtung Masowien, die beiden anderen, die unter dem Kommando von Konrad und dem obersten Marschall Engelhard Rabe von Wildstein standen, rückten gegen Wilna. Als sie kurz vor der Einnahme der Stadt standen, die von polnischen Rittern verteidigt wurde, waren sie dennoch zum Rückzug gezwungen – eine Folge eines durch den Hochmeister verursachten Skandals. Von Wildstein wird als großer Kommandant und Taktiker beschrieben, der den Respekt seiner Soldaten genoss. Trotzdem wurde er durch Konrad als Großmarschall abgesetzt. Der Grund dafür ist nicht vollständig bekannt, aber man geht allgemein davon aus, dass der Hochmeister seinem Militärführer Wildstein den Erfolg neidete. Dies löste eine Revolte unter den Ordensrittern aus, die in großer Zahl hinter Wildstein standen. Konrad ließ sich dennoch nicht von seiner Entscheidung abbringen, und der Feldzug wurde aufgegeben. Dies half von Wallenrode, die Unstimmigkeiten in den eigenen Reihen auszuräumen, vor allem in den unteren preußischen Komtureien von Balga, Brandenburg und Ragnit, die unter Vorherrschaft des Großmarschalls standen.
Konrad gelang es, in Besitz von vormals polnischem Gebieten zu kommen. So erwarb er einen Brückenkopf am linken Ufer des Grenzflusses Drewenz (Drwęca) und später das polnische Herzogtum Dobrzin.

Das Hochmeisterkreuz

Während seiner Regierungszeit leitete er intensive Wirtschafts- und Infrastrukturmaßnahmen in Preußen ein. Die Förderung des Handels durch den Orden verschärfte allerdings auch die Konkurrenzsituation vor Ort und trug zu einem Bild des Ordens als Fremdherrschaft bei. Er vergab viele Ländereien an Deutsche und baute Schlösser in Gottersweder und Mittenburg. 1393 schuf er eine neue Komturei Ryne. Der erste Komtur war sein Bruder Friedrich von Wallenrode, später Komtur von Mewe, Straßburg (Brodnica) und oberster Marschall und Komtur von Königsberg, der 1410 in der Schlacht von Tannenberg fiel. Ein Neffe Konrads war Johann V. von Wallenrodt, Erzbischof von Riga von 1393 bis 1418.
Im Jahr 1392 bot Herzog Władysław Opolczyk Konrad eine Teilung Polens unter dem Heiligen Römischen Reich, dem Deutschen Orden, Brandenburg, Ungarn und den schlesischen Herzögen an, aber der Hochmeister lehnte ab. Im gleichen Jahr begann er eine andere militärische Aktion gegen Litauen zusammen mit ausländischen Kreuzrittern, darunter Heinrich von Derby, der spätere König Heinrich IV. von England. Holländische und französische Ritter unter Konrads Befehl griffen Gardinas an. Dies bewog Vytautas zu einer Friedenskonferenz, die in Thorn abgehalten wurde. Zehn Tage nach der Konferenz starb Konrad am 23. Juli 1393 wahrscheinlich an einem Schlaganfall, nach Lohmeyer aufgrund „schwerer innerer Entzündungen“.
Konrad von Wallenrode gilt als eine gewaltige Persönlichkeit der Ordensgeschichte, auch wenn später seine Gestalt durch tendenziöse und falsche Darstellung seiner Regentschaft verdunkelt wurde.

## Wappen
Das gemehrte Wappen als Hochmeister ist geviert. In den Feldern eins und vier findet sich das sogenannte Hochmeisterkreuz. In den Feldern zwei und drei wiederholt sich das Wappen der Familie von Wallenrode: eine quadratische silberne Gürtelschnalle auf rotem Grund, sie ist verziert mit Kleeblättern an den Ecken.

## Gedicht und Oper
Der polnische Dichter Adam Mickiewicz verfasste 1828 ein Gedicht namens Konrad Wallenrod, das den Namen und einige Daten des historischen Wallenrode übernimmt. Ansonsten wird jedoch eine stark abweichende Geschichte erzählt, die den polnischen Patriotismus anfachen soll. Darin ist Konrad eigentlich litauischer Herkunft und führt, als er sich dessen bewusst wird, die Ordensritter absichtlich in die Niederlage.
Das Gedicht diente als Vorlage für Libretti der folgenden Oper: „I Lituani“ von Amilcare Ponchielli und „Konrad Wallenrod“ von Władysław Żeleński.